# 萨尔弗尔德
萨尔弗尔德，是匈牙利杰尔-莫雄-肖普朗州所辖的一个村。总面积17.12平方公里，总人口909，人口密度53.1人/平方公里（2011年1月1日）。